# Pamela Kurrell

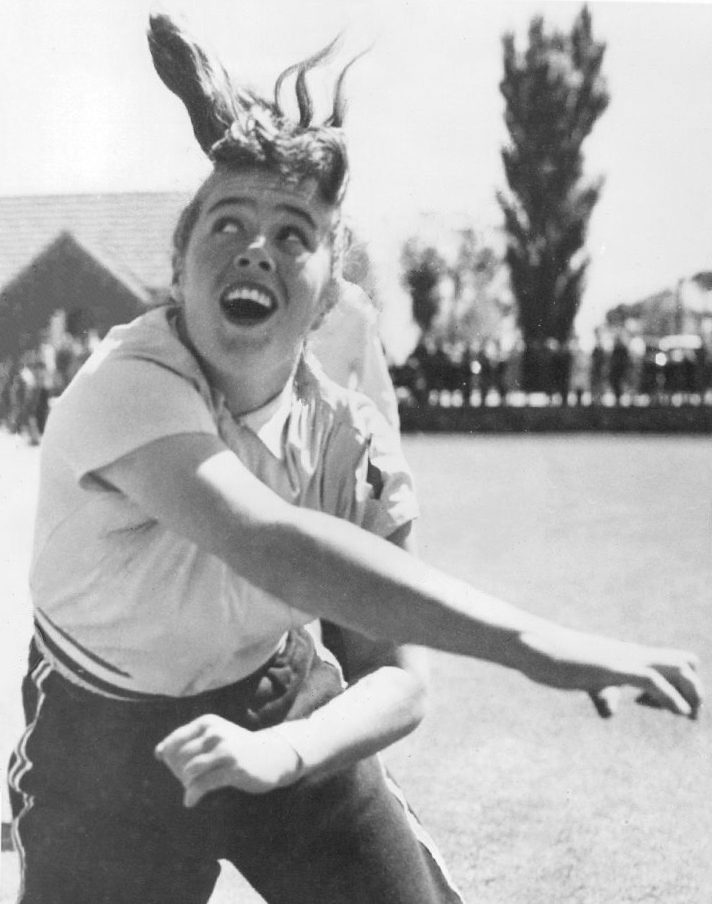
Pamela Kurrell bei den Olympischen Spielen 1956

Pamela Kurrell (Pamela Joan „Pam“ Kurrell; * 6. Januar 1939 in San Francisco; † 14. Juni 2016 in Pacifica) war eine US-amerikanische Diskuswerferin.
Bei den Panamerikanischen Spielen 1955 in Mexiko-Stadt wurde sie Achte, und bei den Olympischen Spielen 1956 in Melbourne schied sie in der Qualifikation aus.
1959 gewann sie Silber bei den Panamerikanischen Spielen in Chicago. Bei den Olympischen Spielen 1960 in Rom kam sie erneut nicht über die Vorrunde hinaus.
1956 wurde sie US-Meisterin im Diskuswurf und im Baseballweitwurf. Ihre persönliche Bestleistung im Diskuswurf von 48,51 m stellte sie 1960 auf.